# Егоров, Александр Кирьянович
Александр Кирьянович Егоров (8 марта 1954, Ленинград, РСФСР, СССР — апрель 2011, Санкт-Петербург, Россия) — российский политик, депутат Государственной Думы ФС РФ первого созыва, советник председателя Счётной палаты РФ, действительный государственный советник Российской Федерации 3-го класса, кандидат экономических наук.

## Биография
В 1973 году получил средне-техническое образование по специальности «техник-технолог литейного производства» в Ленинградском машиностроительном техникуме. С 1973 по 1975 год проходил срочную службу в пограничных войсках. С 1976 по 1983 год работал на производстве термистом, инженером-теплотехником, в планово-экономическом отделе ПО «Кировский завод» экономистом.
В 1982 году получил специальность «экономист» в Ленинградском финансово-экономическом институте имени Вознесенского. С 1983 по 1990 год работал в Инженерно-экономическом институте младшим научным сотрудником, аспирантом. Кандидат экономических наук.
С 1990 по 1993 год был депутатом Санкт-Петербургского городского Совета депутатов. В Совете возглавлял постоянную плановую и финансово-бюджетную комиссию.
В 1993 году избран депутатом Государственной думы Федерального Собрания Российской Федерации первого созыва от Южного одномандатного избирательного округа № 211. В Государственной думе был членом комитета по бюджету, налогам, банкам и финансам, входил в депутатскую группу «Новая региональная политика — Дума-96».
С 1996 по 2002 год работал начальником сводно-аналитической инспекции Счетной палаты РФ, заместителем начальника департамента, советником Председателя Счётной палаты РФ.
Действительный государственный советник Российской Федерации 3-го класса.
Скончался в апреле 2012 года в Петербурге. Похоронен там же на Серафимовском кладбище.

## Законотворческая деятельность
За время исполнения полномочий депутата Государственной думы I созыва выступил соавтором двух законодательных инициатив и поправок к проектам федеральных законов.